# Liste der Baudenkmäler in Bischbrunn
Auf dieser Seite sind die Baudenkmäler in der unterfränkischen Gemeinde Bischbrunn zusammengestellt. Diese Tabelle ist eine Teilliste der Liste der Baudenkmäler in Bayern. Grundlage ist die Bayerische Denkmalliste, die auf Basis des Bayerischen Denkmalschutzgesetzes vom 1. Oktober 1973 erstmals erstellt wurde und seither durch das Bayerische Landesamt für Denkmalpflege geführt wird. Die folgenden Angaben ersetzen nicht die rechtsverbindliche Auskunft der Denkmalschutzbehörde.
 Diese Liste gibt den Fortschreibungsstand vom 15. April 2020 wieder und enthält 29 Baudenkmäler.

## Baudenkmäler nach Ortsteilen

### Bischbrunn
| Lage                                                           | Objekt                                            | Beschreibung | Akten-Nr.              | Bild                                              |
| -------------------------------------------------------------- | ------------------------------------------------- | --- | ---------------------- | ------------------------------------------------- |
| Am Trieb/Lorenzroth ()                                         | Gedenkstein                                       | nicht nachqualifiziert, im Bayerischen Denkmal-Atlas nicht kartiert                                                                                                | D-6-77-120-14 Wikidata |                                                   |
| Am Trieb (Standort)                                            | Wegkapelle                                        | Kleiner Rechteckbau mit Satteldach, bezeichnet „1926“ und „1957“                                                                                                   | D-6-77-120-15 Wikidata | Wegkapelle                                        |
| Breitenbrunn (Standort)                                        | Wegkapelle                                        | Kleiner Rechteckbau mit Satteldach unter zwei Kastanien, teilweise verputztes Sandsteinmauerwerk, bezeichnet „1880“, mit Muttergottesfigur, bemalter Gips, um 1900 | D-6-77-120-13 Wikidata | Wegkapelle                                        |
| Brunngut, Güterweg (Standort)                                  | Bildstock                                         | Postament mit abgefastem Pfeiler und stark profiliertem Kreuzdach-Nischenaufsatz, Sandstein, bezeichnet „1897“                                                     | D-6-77-120-11 Wikidata | Bildstock                                         |
| Ebertsgasse (Standort)                                         | Bildstock                                         | Abgefaster Pfeiler mit Kreuzdach-Nischenaufsatz und seitlichen Kreuzreliefs, Sandstein, bezeichnet „1867“                                                          | D-6-77-120-1 Wikidata  | Bildstock                                         |
| Frankenstraße 1 (Standort)                                     | Katholische Kuratie-Kirche Heilige Dreifaltigkeit | Saalkirche mit Satteldach und eingezogenem Dreiseitchor sowie Fassadenturm mit Spitzhelm, unverputztes Sandsteinmauerwerk, neugotisch, 1886–1887                   | D-6-77-120-2 Wikidata  | Katholische Kuratie-Kirche Heilige Dreifaltigkeit |
| Frankenstraße 13 (Standort)                                    | Bildstock                                         | Abgefaster Pfeiler mit Kreuzdach-Nischenaufsatz und seitlichen Kreuzreliefs, Sandstein, bezeichnet „1720“ oder „1726“                                              | D-6-77-120-3 Wikidata  | Bildstock                                         |
| Haslachstraße, Zwieselmühlstraße ()                            |                                                   | 1926; nicht nachqualifiziert, im Bayerischen Denkmal-Atlas nicht kartiert                                                                                          | D-0-00-000-79 Wikidata |                                                   |
| Hirtenweg 2 (Standort)                                         | Bildstock                                         | Pfeiler mit Tonnendach-Nischenaufsatz und Kreuzbekrönung, Sandstein, bezeichnet „1719“                                                                             | D-6-77-120-4 Wikidata  | Bildstock                                         |
| Kreuzhöh (Standort)                                            | Bildstock                                         | Postament und Pfeiler mit übergiebeltem Nischenaufsatz, Sandstein, bezeichnet „1826“, verändert                                                                    | D-6-77-120-8 Wikidata  | Bildstock                                         |
| Nähe Kreuzhöhstraße (Standort)                                 | Bildstock                                         | Abgefaster Pfeiler mit Kreuzdach-Nischenaufsatz und seitlichen Kreuzreliefs, Sandstein, bezeichnet „1869“                                                          | D-6-77-120-5 Wikidata  | Bildstock                                         |
| Kurmainzer Straße 1 (Standort)                                 | Bildstock                                         | Pfeiler mit Kreuztonnendach-Nischenaufsatz und seitlichen Kreuzreliefs, Sandstein, 18./19. Jahrhundert                                                             | D-6-77-120-6 Wikidata  | Bildstock                                         |
| Kurmainzer Straße 32 (Standort)                                | Bildhäuschen                                      | Tischsockel mit Tonnendach-Nischenaufsatz und Kreuzbekrönung, 1930, erneuert                                                                                       | D-6-77-120-9 Wikidata  | Bildhäuschen                                      |
| Kurmainzer Straße 45 (Standort)                                | Bildstockaufsatz                                  | Kreuzdach-Nischenaufsatz, Sandstein, bezeichnet „1623“ | D-6-77-120-7 Wikidata  | Bildstockaufsatz                                  |
| Seestraße, Ecke Ellern/Sturmsroth ()                           | Bildstock                                         | Bezeichnet „1887“; nicht nachqualifiziert, im Bayerischen Denkmal-Atlas nicht kartiert                                                                             | D-6-77-120-10 Wikidata |                                                   |
| Valtinhansengut (Standort)                                     | Bildstock                                         | Postament und Säule mit stark fragmentiertem Reliefaufsatz, Sandstein, bezeichnet „1675“                                                                           | D-6-77-120-16 Wikidata | Bildstock                                         |
| Kändelschlag, am Rand des Staatsforsts, Abt. XI.5 Streuwald () | Wildmauer                                         | Bruchstein, ca. 55 m lang, frühes 18. und 19. Jahrhundert; nicht nachqualifiziert, im Bayerischen Denkmal-Atlas nicht kartiert                                     | D-6-77-120-27 Wikidata |                                                   |

### Bischbrunner Forst
| Lage                | Objekt    | Beschreibung                                                         | Akten-Nr.              | Bild      |
| ------------------- | --------- | -------------------------------------------------------------------- | ---------------------- | --------- |
| Neuhecke (Standort) | Bildstock | Pfeiler mit segmentbogigem Flachnischenaufsatz, Sandstein, bez. 1712 | D-6-77-120-29 Wikidata | Bildstock |

### Oberndorf
| Lage                                          | Objekt                                                                            | Beschreibung | Akten-Nr.              | Bild                                                                              |
| --------------------------------------------- | --------------------------------------------------------------------------------- | --- | ---------------------- | --------------------------------------------------------------------------------- |
| Grundstraße 4 (Standort)                      | Bildstock                                                                         | Postament mit abgefastem Pfeiler und Tonnendach-Nischenaufsatz mit Kreuzbekrönung, Sandstein, Zweite Hälfte 17. Jahrhundert     | D-6-77-120-17 Wikidata | Bildstock                                                                         |
| Grundstraße 19, im Kunzfranzensgut (Standort) | Bildstock                                                                         | Bezeichnet „1811“ | D-6-77-120-18 Wikidata | BW                                                                                |
| Grundstraße 41 (Standort)                     | Bildstock                                                                         | Abgefaster Pfeiler mit Tonnendach-Nischenaufsatz und Kreuzbekrönung, Sandstein, 20. Jahrhundert                                 | D-6-77-120-19 Wikidata | Bildstock                                                                         |
| Grundstraße 62 (Standort)                     | Ehemalige katholische Filialkirche Herz-Mariä, jetzt Gefallenen-Gedächtniskapelle | Kleiner Rechteckbau mit Dreiseitschluss und Satteldach mit verschiefertem Hauben-Dachreiter, bezeichnet „1803“; mit Ausstattung | D-6-77-120-24 Wikidata | Ehemalige katholische Filialkirche Herz-Mariä, jetzt Gefallenen-Gedächtniskapelle |
| Grundstraße 66 (Standort)                     | Bildstock                                                                         | Pfeiler mit Satteldach-Reliefaufsatz Kreuzigungsgruppe, Sandstein, bezeichnet „1618“ (Kopie)                                    | D-6-77-120-20 Wikidata | Bildstock                                                                         |
| Grundstraße 91 (Standort)                     | Bildstock                                                                         | Sockel mit abgefastem Pfeiler und Kreuzdach-Nischenaufsatz, Sandstein, bezeichnet „1623“                                        | D-6-77-120-21 Wikidata | Bildstock                                                                         |
| Grundstraße 150 (Standort)                    | Bildstock                                                                         | Abgefaster Pfeiler mit Tonnendach-Nischenaufsatz und Kreuzbekrönung, Sandstein, bezeichnet „1674“                               | D-6-77-120-22 Wikidata | Bildstock                                                                         |
| Nähe Grundstraße (Standort)                   | Bildstock                                                                         | Abgefaster Pfeiler mit Tonnendach-Nischenaufsatz und Kreuzbekrönung, Sandstein, bezeichnet „1811“                               | D-6-77-120-23 Wikidata | Bildstock                                                                         |
| Nähe Grundstraße (Standort)                   | Bildstock                                                                         | Abgefaster Pfeiler mit Tonnendach-Nischenaufsatz, monolithischer Sandstein, bezeichnet „1814“                                   | D-6-77-120-26 Wikidata | Bildstock                                                                         |
| Nähe Steinstraße (Standort)                   | Bildstock                                                                         | Postament und Säule mit Tonnendach-Nischenaufsatz, Sandstein, 1680                                                              | D-6-77-120-25 Wikidata | Bildstock                                                                         |

### Schleifmühle
| Lage                         | Objekt  | Beschreibung | Akten-Nr.              | Bild           |
| ---------------------------- | ------- | --- | ---------------------- | -------------- |
| Nähe Schleifmühle (Standort) | Kapelle | Kleiner Rechteckbau mit Dreiseitschluss und hölzerner Vorlaube, Satteldach mit Pyramidendach-Dachreiter, Heimatstil, bezeichnet „1929“ | D-6-77-120-12 Wikidata | weitere Bilder |